# Athlétisme aux Jeux du Commonwealth de 2006
Pour un article plus général, voir Jeux du Commonwealth de 2006.
Navigation
Les épreuves d'athlétisme des Jeux du Commonwealth de 2006 se déroulent du 19 au 25 mars 2006 au Melbourne Cricket Ground de Melbourne, en Australie. 
Le pays hôte, l'Australie, remporte le plus grand nombre de médailles avec 14 dorées et 36 médailles au total, hors handisport.

## Podiums

### Hommes
| Épreuve              | Or                                                                              | Argent                                                                                     | Bronze                                                                                 |
| -------------------- | ------------------------------------------------------------------------------- | ------------------------------------------------------------------------------------------ | -------------------------------------------------------------------------------------- |
| 100 mètres           | Asafa Powell (JAM) 10 s 03                                                      | Olusoji Fasuba (NGA) 10 s 11                                                               | Marc Burns (TRI) 10 s 17                                                               |
| 200 mètres           | Omar Brown (JAM) 20 s 47                                                        | Stéphan Buckland (MRI) 20 s 47                                                             | Christopher Williams (JAM) 20 s 52                                                     |
| 400 mètres           | John Steffensen (AUS) 44 s 73                                                   | Alleyne Francique (GRN) 45 s 09                                                            | Jermaine Gonzales (JAM) 45 s 16                                                        |
| 800 mètres           | Alex Kipchirchir Rono (KEN) 1 min 45 s 88                                       | Achraf Tadili (CAN) 1 min 46 s 93                                                          | John Litei Nkamasiai (KEN) 1 min 46 s 98                                               |
| 1 500 mètres         | Nicholas Willis (NZL) 3 min 38 s 49                                             | Nathan Brannen (CAN) 3 min 39 s 20                                                         | Mark Fountain (AUS) 3 min 39 s 33                                                      |
| 5 000 mètres         | Augustine Choge (KEN) 12 min 56 s 41 CR                                         | Craig Mottram (AUS) 12 min 58 s 19                                                         | Benjamin Limo (KEN) 13 min 05 s 30                                                     |
| 10 000 mètres        | Boniface Kiprop Toroitich (UGA) 27 min 50 s 99                                  | Geoffrey Kipngeno (KEN) 27 min 51 s 16                                                     | Fabiano Joseph Naasi (TAN) 27 min 51 s 99                                              |
| 110 mètres haies     | Maurice Wignall (JAM) 13 s 26                                                   | Chris Baillie (SCO) 13 s 61                                                                | Andy Turner (ENG) 13 s 62                                                              |
| 400 mètres haies     | L.J. van Zyl (RSA) 48 s 05 CR                                                   | Alwyn Myburgh (RSA) 48 s 23                                                                | Kemel Thompson (JAM) 48 s 65                                                           |
| 3 000 mètres steeple | Ezekiel Kemboi (KEN) 8 min 18 s 17                                              | Wesley Kiprotich Koech (KEN) 8 min 19 s 38                                                 | Reuben Kosgei Seroney (KEN) 8 min 19 s 82                                              |
| 4 × 100 mètres       | Jamaïque Michael Frater Ainsley Waugh Christopher Williams Asafa Powell 38 s 36 | Afrique du Sud Lee-Roy Newton Leigh Julius Snyman Prinsloo Sherwin Vries 38 s 98           | Canada Charles Allen Anson Henry Nathan Taylor Emanuel Parris 39 s 21                  |
| 4 × 400 mètres       | Australie John Steffensen Chris Troode Mark Ormrod Clinton Hill 3 min 00 s 93   | Afrique du Sud Jan van der Merwe Ofentse Mogawane Paul Gorries L. J. van Zyl 3 min 01 s 84 | Jamaïque Lancford Davies Davian Clarke Lansford Spence Jermaine Gonzales 3 min 01 s 94 |
| Marathon             | Samson Ramadhani (TAN) 2:11:29 h                                                | Fred Mogaka Tumbo (KEN) 2:12:03 h                                                          | Dan Robinson (ENG) 2:14:50 h                                                           |
| 20 km marche         | Nathan Deakes (AUS) 1 h 19 min 55 s CR                                          | Luke Adams (AUS) 1 h 21 min 38 s                                                           | Jared Tallent (AUS) 1 h 23 min 32 s                                                    |
| 50 km marche         | Nathan Deakes (AUS) 3 h 42 min 53 s CR                                          | Tony Sargisson (NZL) 3 h 58 min 05 s                                                       | Chris Erickson (AUS) 3 h 58 min 22 s                                                   |
| Saut en hauteur      | Mark Boswell (CAN) 2,26 m                                                       | Martyn Bernard (ENG) 2,26 m                                                                | Kyriakos Ioannou (CYP) 2,23 m                                                          |
| Saut à la perche     | Steven Hooker (AUS) 5,80 m CR                                                   | Dmitri Markov (AUS) 5,60 m                                                                 | Steven Lewis (ENG) 5,50 m                                                              |
| Saut en longueur     | Ignisious Gaisah (GHA) 8,20 m                                                   | Gable Garenamotse (BOT) 8,17 m                                                             | Fabrice Lapierre (AUS) 8,10 m                                                          |
| Triple saut          | Phillips Idowu (ENG) 17,45 m                                                    | Khotso Mokoena (RSA) 16,95 m                                                               | Alwyn Jones (AUS) 16,75 m                                                              |
| Lancer du poids      | Janus Robberts (RSA) 19,76 m                                                    | Dorian Scott (JAM) 19,75 m                                                                 | Scott Martin (AUS) 19,48 m                                                             |
| Lancer du disque     | Scott Martin (AUS) 63,48 m                                                      | Jason Tunks (CAN) 63,07 m                                                                  | Dariusz Slowik (CAN) 61,49 m                                                           |
| Lancer du marteau    | Stuart Rendell (AUS) 77,53 m CR                                                 | James Steacy (CAN) 74,75 m                                                                 | Christiaan Harmse (RSA) 73,81 m                                                        |
| Lancer du javelot    | Nicholas Nieland (ENG) 80,10 m                                                  | William Hamlyn Harris (AUS) 79,89 m                                                        | Oliver Dziubak (AUS) 79,89 m                                                           |
| Décathlon            | Dean Macey (ENG) 8 143 pts                                                      | Maurice Smith (JAM) 8 074 pts                                                              | Jason Dudley (AUS) 8 001 pts                                                           |

### Femmes
| Épreuve           | Or                                                                                  | Argent                                                                     | Bronze                                                                               |
| ----------------- | ----------------------------------------------------------------------------------- | -------------------------------------------------------------------------- | ------------------------------------------------------------------------------------ |
| 100 mètres        | Sheri-Ann Brooks (JAM) 11 s 19                                                      | Geraldine Pillay (RSA) 11 s 31                                             | Delphine Atangana (CMR) 11 s 39                                                      |
| 200 mètres        | Sherone Simpson (JAM) 22 s 59                                                       | Veronica Campbell (JAM) 22 s 72                                            | Geraldine Pillay (RSA) 22 s 92                                                       |
| 400 mètres        | Christine Ohuruogu (ENG) 50 s 28                                                    | Tonique Williams-Darling (BAH) 50 s 76                                     | Novlene Williams (JAM) 51 s 12                                                       |
| 800 mètres        | Janeth Jepkosgei (KEN) 1 min 57 s 88                                                | Kenia Sinclair (JAM) 1 min 58 s 16                                         | Maria de Lurdes Mutola (MOZ) 1 min 58 s 77                                           |
| 1 500 mètres      | Lisa Dobriskey (ENG) 4 min 06 s 21                                                  | Sarah Jamieson (AUS) 4 min 06 s 64                                         | Hayley Tullett (WAL) 4 min 06 s 76                                                   |
| 5 000 mètres      | Isabella Ochichi (KEN) 14 min 57 s 84                                               | Joanne Pavey (ENG) 14 min 59 s 08                                          | Lucy Wangui Kabuu (KEN) 15 min 00 s 20                                               |
| 10 000 mètres     | Lucy Kabuu (KEN) 31 min 29 s 66                                                     | Evelyne Wambui Nganga (KEN) 31 min 30 s 86                                 | Mara Yamauchi (ENG) 31 min 49 s 40                                                   |
| 100 mètres haies  | Brigitte Foster-Hylton (JAM) 12 s 75                                                | Angela Whyte (CAN) 12 s 94                                                 | Delloreen Ennis-London (JAM) 13 s 00                                                 |
| 400 mètres haies  | Jana Pittman (AUS) 53 s 82 CR                                                       | Natasha Danvers Smith (ENG) 55 s 17                                        | Lee McConnell (SCO) 55 s 25                                                          |
| 3 000 m steeple   | Dorcus Inzikuru (UGA) 9 min 19 s 51 CR                                              | Melissa Rollison (AUS) 9 min 24 s 29                                       | Donna MacFarlane (AUS) 9 min 25 s 05                                                 |
| 4 × 100 mètres    | Jamaïque Daniele Browning Sheri-Ann Brooks Peta-Gaye Dowdie Sherone Simpson 43 s 10 | Angleterre Anyika Onuora Kimberly Wall Laura Turner Emma Ania 43 s 43      | Australie Sally McLellan Melanie Kleeberg Lauren Hewitt Crystal Attenborough 44 s 25 |
| 4 × 400 mètres    | Australie Jana Pittman Caitlin Willis Tamsyn Lewis Rosemary Hayward 3 min 28 s 66   | Inde Rajwinder Kaur Chitra Soman Manjeet Kaur Pinki Pramanik 3 min 29 s 57 | Nigeria Kudirat Akhigbe Joy Eze Folashade Abugan Christiana Epukhon 3 min 31 s 83    |
| Marathon          | Kerryn McCann (AUS) 2 h 30 min 54 s                                                 | Helen Cherono Koskei (KEN) 2 h 30 min 56 s                                 | Liz Yelling (ENG) 2 h 32 min 19 s                                                    |
| 20 km marche      | Jane Saville (AUS) 1 h 32 min 46 s CR                                               | Natalie Saville (AUS) 1 h 33 min 33 s                                      | Cheryl Webb (AUS) 1 h 36 min 03 s                                                    |
| Saut en hauteur   | Anika Smit (RSA) 1,91 m                                                             | Julie Crane (WAL) 1,88 m                                                   | Karen Beautle (JAM) Angela McKee (NZL) 1,83 m                                        |
| Saut à la perche  | Kym Howe (AUS) 4,62 m CR                                                            | Tatiana Grigorieva (AUS) 4,35 m                                            | Stephanie McCann (CAN) 4,25 m                                                        |
| Saut en longueur  | Bronwyn Thompson (AUS) 6,97 m CR                                                    | Kerrie Taurima (AUS) 6,57 m                                                | Celine Laporte (SEY) 6,57 m                                                          |
| Triple saut       | Trecia Smith (JAM) 14,39 m                                                          | Otonye Iworima (NGA) 13,53 m                                               | Nadia Williams (ENG) 13,42 m                                                         |
| Lancer du poids   | Valerie Vili (NZL) 19,66 m CR                                                       | Vivian Chukwuemeka (NGA) 18,75 m                                           | Cleopatra Borel-Brown (TRI) 17,54 m                                                  |
| Lancer du disque  | Elizna Naude (RSA) 61,55 m                                                          | Seema Antil (IND) 60,56 m                                                  | Dani Samuels (AUS) 59,44 m                                                           |
| Lancer du marteau | Brooke Krueger (AUS) 67,90 m                                                        | Jennifer Joyce (CAN) 67,29 m                                               | Lorraine Shaw (ENG) 66,00 m                                                          |
| Lancer du javelot | Sunette Viljoen (RSA) 60,72 m                                                       | Laverne Eve (BAH) 60,54 m                                                  | Olivia McKoy (JAM) 58,27 m                                                           |
| Heptathlon        | Kelly Sotherton (ENG) 6 396 pts                                                     | Kylie Wheeler (AUS) 6 298                                                  | Jessica Ennis (ENG) 6 269 pts                                                        |

## Résultats détaillés

### 100 m
| Rang | Pays              | Athlète           | Temps   |
| ---- | ----------------- | ----------------- | ------- |
| 1    | Jamaïque          | Asafa Powell      | 10 s 03 |
| 2    | Nigeria           | Olusoji Fasuba    | 10 s 11 |
| 3    | Trinité-et-Tobago | Marc Burns        | 10 s 17 |
| 4    | Nigeria           | Uchenna Emedolu   | 10 s 22 |
| 5    | Ghana             | Abdul-Aziz Zakari | 10 s 22 |
| 6    | Australie         | Patrick Johnson   | 10 s 26 |
| 7    | Canada            | Anson Henry       | 10 s 28 |
| 8    | Angleterre        | Marlon Devonish   | 10 s 30 |

| Rang | Pays                      | Athlète           | Temps        |
| ---- | ------------------------- | ----------------- | ------------ |
| 1    | Jamaïque                  | Sheri-Ann Brooks  | 11 s 19 (PB) |
| 2    | Afrique du Sud            | Geraldine Pillay  | 11 s 31      |
| 3    | Cameroun                  | Delphine Atangana | 11 s 39      |
| 4    | Angleterre                | Laura Turner      | 11 s 46      |
| 5    | Îles Vierges britanniques | Tahesia Harrigan  | 11 s 48      |
| 6    | Canada                    | Erica Broomfield  | 11 s 49      |
| 7    | Australie                 | Sally McLellan    | 11 s 50      |
| 8    | Angleterre                | Emma Ania         | 11 s 51      |

### 200 m
| Rang | Pays              | Athlète              | Temps   |
| ---- | ----------------- | -------------------- | ------- |
| 1    | Jamaïque          | Omar Brown           | 20 s 47 |
| 2    | Maurice           | Stéphane Buckland    | 20 s 47 |
| 3    | Jamaïque          | Christopher Williams | 20 s 52 |
| 4    | Australie         | Patrick Johnson      | 20 s 59 |
| 5    | Trinité-et-Tobago | Aaron Armstrong      | 20 s 61 |
| 6    | Nigeria           | Uchenna Emedolu      | 20 s 66 |
| 7    | Nigeria           | Enefiok Udo-Obong    | 20 s 69 |
| 8    | Nouvelle-Zélande  | James Dolphin        | 20 s 72 |

| Rang | Pays           | Athlète            | Temps        |
| ---- | -------------- | ------------------ | ------------ |
| 1    | Jamaïque       | Sherone Simpson    | 22 s 59      |
| 2    | Jamaïque       | Veronica Campbell  | 22 s 72      |
| 3    | Afrique du Sud | Geraldine Pillay   | 22 s 92      |
| 4    | Îles Caïmans   | Cydonie Mothersill | 23 s 01      |
| 5    | Jamaïque       | Sheri-Ann Brooks   | 23 s 07      |
| 6    | Ghana          | Vida Anim          | 23 s 34 (SB) |
| 7    | Cameroun       | Delphine Atangana  | 23 s 45 (PB) |
| 8    | Cameroun       | Leonie Mani        | 23 s 78      |

### 400 m
| Rang | Pays           | Athlète           | Temps        |
| ---- | -------------- | ----------------- | ------------ |
| 1    | Australie      | John Steffensen   | 44 s 73 (PB) |
| 2    | Grenade        | Alleyne Francique | 45 s 09 (SB) |
| 3    | Jamaïque       | Jermaine Gonzales | 45 s 16 (PB) |
| 4    | Bahamas        | Chris Brown       | 45 s 19 (SB) |
| 5    | Angleterre     | Martyn Rooney     | 45 s 51      |
| 6    | Botswana       | California Molefe | 45 s 78      |
| 7    | Jamaïque       | Lansford Spence   | 45 s 79      |
| 7    | Afrique du Sud | Paul Gorries      | 45 s 79      |

| Rang | Pays       | Athlète            | Temps        |
| ---- | ---------- | ------------------ | ------------ |
| 1    | Angleterre | Christine Ohuruogu | 50 s 28 (PB) |
| 2    | Bahamas    | Tonique Williams   | 50 s 76      |
| 3    | Jamaïque   | Novlene Williams   | 51 s 12      |
| 4    | Bahamas    | Christine Amertil  | 51 s 52      |
| 5    | Jamaïque   | Shericka Williams  | 51 s 81      |
| 6    | Grenade    | Hazel-Ann Regis    | 52 s 35      |
| 7    | Inde       | Manjit Kaur        | 52 s 58      |
| 8    | Australie  | Rosemary Hayward   | 52 s 81      |

### 800 m
| Rang | Pays              | Athlète          | Performance   |
| ---- | ----------------- | ---------------- | ------------- |
| 1    | Kenya             | Alex Kipchirchir | 1 min 45 s 88 |
| 2    | Canada            | Ashraf Tadili    | 1 min 46 s 93 |
| 3    | Kenya             | John Litei       | 1 min 46 s 98 |
| 4    | Trinité-et-Tobago | Sherridan Kirk   | 1 min 47 s 45 |
| 5    | Nouvelle-Zélande  | Jason Stewart    | 1 min 47 s 72 |
| 6    | Australie         | Nicholas Bromley | 1 min 50 s 45 |
| 7    | Kenya             | Cosmas Rono      | 1 min 52 s 03 |
| 8    | Botswana          | Onalenna Oabona  | 1 min 57 s 20 |

| Rang | Pays       | Athlète               | Temps              |
| ---- | ---------- | --------------------- | ------------------ |
| 1    | Kenya      | Janeth Jepkosgei      | 1 min 57 s 88      |
| 2    | Jamaïque   | Kenia Sinclair        | 1 min 58 s 16 (PB) |
| 3    | Mozambique | Maria Mutola          | 1 min 58 s 77 (SB) |
| 4    | Écosse     | Susan Scott           | 1 min 59 s 02 (PB) |
| 5    | Canada     | Diane Cummins         | 1 min 59 s 31 (SB) |
| 6    | Angleterre | Jemma Simpson         | 2 min 01 s 11 (PB) |
| 7    | Angleterre | Marilyn Okoro         | 2 min 01 s 65      |
| 8    | Grenade    | Thomas Neisha Bernard | 2 min 01 s 96      |

### 1 500 m
| Rang | Pays             | Athlète         | Temps         |
| ---- | ---------------- | --------------- | ------------- |
| 1    | Nouvelle-Zélande | Nicholas Willis | 3 min 38 s 49 |
| 2    | Canada           | Nathan Brannen  | 3 min 39 s 20 |
| 3    | Australie        | Mark Fountain   | 3 min 39 s 33 |
| 4    | Nouvelle-Zélande | Paul Hamblyn    | 3 min 39 s 38 |
| 5    | Angleterre       | Nick McCormick  | 3 min 39 s 55 |
| 6    | Kenya            | Ismael Kombich  | 3 min 40 s 92 |
| 7    | Canada           | Kevin Sullivan  | 3 min 41 s 19 |
| 8    | Australie        | Jeremy Roff     | 3 min 41 s 50 |

| Rang | Pays           | Athlète         | Temps              |
| ---- | -------------- | --------------- | ------------------ |
| 1    | Angleterre     | Lisa Dobriskey  | 4 min 06 s 21      |
| 2    | Australie      | Sarah Jamieson  | 4 min 06 s 64      |
| 3    | Pays de Galles | Hayley Tullett  | 4 min 06 s 76 (PB) |
| 4    | Angleterre     | Helen Clitheroe | 4 min 06 s 81      |
| 5    | Canada         | Carmen Hussar   | 4 min 07 s 48      |
| 6    | Australie      | Suzanne Walsham | 4 min 08 s 42 (SB) |
| 7    | Kenya          | Viola Kibiwot   | 4 min 08 s 74 (SB) |
| 8    | Canada         | Malindi Elmore  | 4 min 09 s 06 (SB) |

### 5 000 m
| Rang | Pays      | Athlète                 | Temps               |
| ---- | --------- | ----------------------- | ------------------- |
| 1    | Kenya     | Augustine Kiprono Choge | 12 min 56 s 41 (RG) |
| 2    | Australie | Craig Mottram           | 12 min 58 s 19      |
| 3    | Kenya     | Benjamin Limo           | 13 min 05 s 30      |
| 4    | Kenya     | Joseph Ebuya            | 13 min 05 s 89      |
| 5    | Tanzanie  | Fabian Joseph           | 13 min 12 s 76 (PB) |
| 6    | Tanzanie  | Damian Chopa            | 13 min 24 s 03 (PB) |
| 7    | Ouganda   | Moses Kipsiro           | 13 min 25 s 06      |
| 8    | Tanzanie  | Mkami Dickson Marwa     | 13 min 26 s 43 (SB) |

| Rang | Pays       | Athlète              | Temps               |
| ---- | ---------- | -------------------- | ------------------- |
| 1    | Kenya      | Isabella Ochichi     | 14 min 57 s 84      |
| 2    | Angleterre | Joanne Pavey         | 14 min 59 s 08      |
| 3    | Kenya      | Lucy Wangui          | 15 min 00 s 20      |
| 4    | Australie  | Eloise Wellings      | 15 min 00 s 69 (PB) |
| 5    | Australie  | Sarah Jamieson       | 15 min 02 s 90 (PB) |
| 6    | Kenya      | Ines Chenonge        | 15 min 12 s 34      |
| 7    | Canada     | Courtney Babcock     | 15 min 44 s 22      |
| 8    | Tanzanie   | Zakia Mrisho Mohamed | 15 min 50 s 87      |

### 10 000 m
| Rang | Pays             | Athlète             | Temps               |
| ---- | ---------------- | ------------------- | ------------------- |
| 1    | Ouganda          | Boniface Kiprop     | 27 min 50 s 99      |
| 2    | Kenya            | Geoffrey Kipngeno   | 27 min 51 s 16      |
| 3    | Tanzanie         | Fabian Joseph       | 27 min 51 s 99 (SB) |
| 4    | Kenya            | Paul Langat         | 27 min 52 s 36      |
| 5    | Ouganda          | Wilson Busienei     | 28 min 37 s 38      |
| 6    | Tanzanie         | Mkami Dickson Marwa | 28 min 47 s 49      |
| 7    | Nouvelle-Zélande | Michael Aish        | 29 min 05 s 55      |
| 8    | Angleterre       | Gavin Thompson      | 29 min 41 s 77      |

| Rang | Pays       | Athlète               | Temps               |
| ---- | ---------- | --------------------- | ------------------- |
| 1    | Kenya      | Lucy Wangui           | 31 min 29 s 66      |
| 2    | Kenya      | Evelyne Wambui Nganga | 31 min 30 s 86      |
| 3    | Angleterre | Mara Yamauchi         | 31 min 49 s 40 (PB) |
| 4    | Australie  | Benita Johnson        | 31 min 58 s 08      |
| 5    | Australie  | Anna Thompson         | 32 min 27 s 74 (PB) |
| 6    | Angleterre | Hayley Yelling        | 32 min 32 s 38      |
| 7    | Écosse     | Kathy Butler          | 32 min 44 s 29      |
| 8    | Canada     | Tara Quinn            | 33 min 15 s 50      |

### Marathon
| Rang | Pays       | Athlète                 | Temps              |
| ---- | ---------- | ----------------------- | ------------------ |
| 1    | Tanzanie   | Nyonyi Samson Ramadhani | 2 h 11 min 29 (SB) |
| 2    | Kenya      | Tumbo Fred Mogaka       | 2 h 12 min 03 (PB) |
| 3    | Angleterre | Daniel Robinson         | 2 h 14 min 50      |
| 4    | Australie  | Scott Westcott          | 2 h 16 min 32      |
| 5    | Australie  | Andrew Letherby         | 2 h 17 min 11      |
| 6    | Kenya      | Jacob Yator             | 2 h 17 min 31      |
| 7    | Australie  | Shane Nankervis         | 2 h 19 min 15      |
| 8    | Tanzanie   | Naali Francis Robert    | 2 h 19 min 39      |

| Rang | Pays           | Athlète                | Temps              |
| ---- | -------------- | ---------------------- | ------------------ |
| 1    | Australie      | Kerryn McCann          | 2 h 30 min 54 (SB) |
| 2    | Kenya          | Koskei Hellen Cherono  | 2 h 30 min 56 (PB) |
| 3    | Angleterre     | Elizabeth Yelling      | 2 h 32 min 19 (SB) |
| 4    | Pays de Galles | Tracey Morris          | 2 h 33 min 13 (PB) |
| 5    | Tanzanie       | Josephine Akunaay      | 2 h 36 min 27 (PB) |
| 6    | Canada         | Lioudmila Kortchaguina | 2 h 36 min 43      |
| 7    | Australie      | Kate Smythe            | 2 h 38 min 30      |
| 8    | Australie      | Lauren Shelley         | 2 h 39 min 13      |

### 110 m haies/100 m haies
| Rang | Pays           | Athlète             | Temps        |
| ---- | -------------- | ------------------- | ------------ |
| 1    | Jamaïque       | Maurice Wignall     | 13 s 26      |
| 2    | Écosse         | Chris Baillie       | 13 s 61      |
| 3    | Angleterre     | Andrew Turner       | 13 s 62 (SB) |
| 4    | Canada         | Charles Allen       | 13 s 66      |
| 5    | Jamaïque       | Christopher Pinnock | 13 s 67      |
| 6    | Afrique du Sud | Shaun Bownes        | 13 s 70      |
| 7    | Angleterre     | David Hughes        | 13 s 70      |
| 8    | Canada         | Jared MacLeod       | 13 s 80      |

| Rang | Pays       | Athlète                | Temps   |
| ---- | ---------- | ---------------------- | ------- |
| 1    | Jamaïque   | Brigitte Foster-Hylton | 12 s 76 |
| 2    | Canada     | Angela Whyte           | 12 s 94 |
| 3    | Jamaïque   | Delloreen Ennis-London | 13 s 00 |
| 4    | Jamaïque   | Lacena Golding-Clarke  | 13 s 01 |
| 5    | Australie  | Fiona Cullen           | 13 s 31 |
| 6    | Angleterre | Julie Pratt            | 13 s 48 |
| 7    | Chypre     | Evmorfia Baourda       | 13 s 64 |
| 8    | Australie  | Sally McLellan         | disq.   |

### 400 m haies
| Rang | Pays           | Athlète               | Temps        |
| ---- | -------------- | --------------------- | ------------ |
| 1    | Afrique du Sud | L. J. van Zyl         | 48 s 05 (RG) |
| 2    | Afrique du Sud | Alwyn Myburgh         | 48 s 23 (SB) |
| 3    | Jamaïque       | Kemel Thompson        | 48 s 65      |
| 4    | Pays de Galles | Rhys Williams         | 49 s 09 (PB) |
| 5    | Australie      | Brendan Cole          | 49 s 41      |
| 6    | Jamaïque       | Dean Griffiths        | 49 s 85      |
| 7    | Afrique du Sud | Pieter De Villiers    | 50 s 51      |
| 8    | Angleterre     | Christopher Rawlinson | 52 s 89      |

| Rang | Pays       | Athlète                | Temps        |
| ---- | ---------- | ---------------------- | ------------ |
| 1    | Australie  | Jana Pittman           | 53 s 82 (RG) |
| 2    | Angleterre | Natasha Danvers-Smith  | 55 s 17 (SB) |
| 3    | Écosse     | Lee McConnell          | 55 s 25 (PB) |
| 4    | Angleterre | Nicola Sanders         | 55 s 32 (PB) |
| 5    | Jamaïque   | Shevon Stoddart        | 56 s 67      |
| 6    | Malaisie   | Khalid Norasheela Mohd | 56 s 89      |
| 7    | Australie  | Sonia Brito            | 57 s 23      |
| 8    | Chypre     | Androula Sialou        | disq.        |

### 3 000 m steeple
| Rang | Pays           | Athlète          | Temps              |
| ---- | -------------- | ---------------- | ------------------ |
| 1    | Kenya          | Ezekiel Kemboi   | 8 min 18 s 17      |
| 2    | Kenya          | Wesley Kiprotich | 8 min 19 s 38      |
| 3    | Kenya          | Reuben Kosgei    | 8 min 19 s 82      |
| 4    | Australie      | Martin Dent      | 8 min 28 s 98 (PB) |
| 5    | Angleterre     | Stuart Stokes    | 8 min 29 s 94 (SB) |
| 6    | Australie      | Peter Nowill     | 8 min 30 s 59      |
| 7    | Afrique du Sud | Ruben Ramolefi   | 8 min 35 s 91      |
| 8    | Canada         | Matthew Kerr     | 8 min 38 s 97      |

| Rang | Pays             | Athlète           | Temps              |
| ---- | ---------------- | ----------------- | ------------------ |
| 1    | Ouganda          | Docus Inzikuru    | 9 min 19 s 51      |
| 2    | Australie        | Melissa Rollison  | 9 min 24 s 29 (PB) |
| 3    | Australie        | Donna MacFarlane  | 9 min 25 s 05 (PB) |
| 4    | Australie        | Victoria Mitchell | 9 min 34 s 24 (PB) |
| 5    | Nouvelle-Zélande | Kate McIlroy      | 9 min 35 s 70 (PB) |
| 6    | Kenya            | Jeruto Kiptum     | 9 min 49 s 09 (PB) |
| 7    | Angleterre       | Joanna Ankier     | 9 min 53 s 12      |
| 8    | Angleterre       | Tina Brown        | 10 min 09 s 14     |

### 20 km marche
| Rang | Pays       | Athlète              | Temps              |
| ---- | ---------- | -------------------- | ------------------ |
| 1    | Australie  | Nathan Deakes        | 1 h 19 min 55 (RG) |
| 2    | Australie  | Luke Adams           | 1 h 21 min 38      |
| 3    | Australie  | Jared Tallent        | 1 h 23 min 32      |
| 4    | Kenya      | Rotich David Kimutai | 1 h 25 min 42      |
| 5    | Inde       | Parayil Jalan        | 1 h 30 min 43      |
| 6    | Angleterre | Daniel King          | 1 h 31 min 17      |
| 7    | Angleterre | Dominic King         | 1 h 32 min 21      |
| 8    | Angleterre | Andrew Penn          | 1 h 32 min 54      |

| Rang | Pays           | Athlète         | Temps              |
| ---- | -------------- | --------------- | ------------------ |
| 1    | Australie      | Jane Saville    | 1 h 32 min 46 (RG) |
| 2    | Australie      | Natalie Saville | 1 h 33 min 33 (SB) |
| 3    | Australie      | Cheryl Webb     | 1 h 36 min 03      |
| 4    | Afrique du Sud | Nicolene Cronje | 1 h 38 min 19 (SB) |
| 5    | Afrique du Sud | Suzanne Erasmus | 1 h 40 min 54 (PB) |
| 6    | Inde           | Deepmala Devi   | 1 h 41 min 54 (SB) |
| 7    | Angleterre     | Johanna Jackson | 1 h 42 min 04 (PB) |
| 8    | Angleterre     | Niobe Menendez  | 1 h 47 min 35      |

### 50 km marche
| Rang | Pays             | Athlète               | Temps              |
| ---- | ---------------- | --------------------- | ------------------ |
| 1    | Australie        | Nathan Deakes         | 3 h 42 min 53 (RG) |
| 2    | Nouvelle-Zélande | Tony Sargisson        | 3 h 58 min 05 (PB) |
| 3    | Australie        | Christopher Erickson  | 3 h 58 min 22 (PB) |
| 4    | Nouvelle-Zélande | Craig Barrett         | 4 h 02 min 27      |
| 5    | Canada           | Tim Berrett           | 4 h 08 min 18      |
| 6    | Île de Man       | Steve Partington      | 4 h 25 min 39      |
| 7    | Malaisie         | Sharrulhaizy Abd Mohd | 5 h 07 min 32      |

### Saut en hauteur
| Rang | Pays           | Athlète             | Hauteur     |
| ---- | -------------- | ------------------- | ----------- |
| 1    | Canada         | Mark Boswell        | 2,26 m      |
| 2    | Angleterre     | Martyn Bernard      | 2,26 m (SB) |
| 3    | Chypre         | Kyriakos Ioannou    | 2,23 m      |
| 4    | Bahamas        | Donald Thomas       | 2,23 m      |
| 5    | Australie      | Nicholas Moroney    | 2,20 m      |
| 5    | Afrique du Sud | Ramsay Carelse      | 2,20 m      |
| 7    | Pays de Galles | Robert Mitchell     | 2,15 m      |
| 8    | Angleterre     | Benjamin Challenger | 2,15 m      |

| Rang | Pays             | Athlète         | Hauteur |
| ---- | ---------------- | --------------- | ------- |
| 1    | Afrique du Sud   | Anika Smit      | 1,91 m  |
| 2    | Pays de Galles   | Julie Crane     | 1,88 m  |
| 3    | Nouvelle-Zélande | Angela Mckee    | 1,83 m  |
| 3    | Jamaïque         | Karen Beautle   | 1,83 m  |
| 5    | Sainte-Lucie     | Lavern Spencer  | 1,83 m  |
| 6    | Australie        | Claire Mallett  | 1,83 m  |
| 6    | Australie        | Ellen Pettitt   | 1,83 m  |
| 6    | Angleterre       | Susan Moncrieff | 1,83 m  |

### Saut en longueur
| Rang | Pays           | Athlète               | Distance    |
| ---- | -------------- | --------------------- | ----------- |
| 1    | Ghana          | Ignisious Gaisah      | 8,20 m      |
| 2    | Botswana       | Gable Garenamotse     | 8,17 m (PB) |
| 3    | Australie      | Fabrice Lapierre      | 8,10 m      |
| 4    | Afrique du Sud | Godfrey Mokoena       | 8,04 m      |
| 5    | Australie      | John Thornell         | 7,98 m      |
| 6    | Angleterre     | Christopher Tomlinson | 7,96 m (SB) |
| 7    | Australie      | Timothy Parravicini   | 7,91 m      |
| 8    | Angleterre     | Gregory Rutherford    | 7,85 m      |

| Rang | Pays             | Athlète            | Distance    |
| ---- | ---------------- | ------------------ | ----------- |
| 1    | Australie        | Bronwyn Thompson   | 6,97 m (RG) |
| 2    | Australie        | Kerrie Taurima     | 6,57 m      |
| 3    | Seychelles       | Céline Laporte     | 6,57 m      |
| 4    | Nouvelle-Zélande | Chantal Brunner    | 6,56 m      |
| 5    | Angleterre       | Jade Johnson       | 6,55 m      |
| 6    | Inde             | Anju Bobby George  | 6,54 m      |
| 7    | Nigeria          | Esther Aghatise    | 6,47 m      |
| 8    | Bahamas          | Jacqueline Edwards | 6,46 m      |

### Triple saut
| Rang | Pays              | Athlète              | Distance     |
| ---- | ----------------- | -------------------- | ------------ |
| 1    | Angleterre        | Phillips Idowu       | 17,45 m (SB) |
| 2    | Afrique du Sud    | Godfrey Mokoena      | 16,95 m      |
| 3    | Australie         | Alwyn Jones          | 16,75 m      |
| 4    | Australie         | Andrew Murphy        | 16,70 m (SB) |
| 5    | Trinité-et-Tobago | Lejuan Simon         | 16,59 m (SB) |
| 6    | Grenade           | Randy Lewis          | 16,53 m      |
| 7    | Trinité-et-Tobago | Christopher Hercules | 16,47 m      |
| 8    | Jamaïque          | Wilbert Walker       | 16,33 m (SB) |

| Rang | Pays       | Athlète              | Distance     |
| ---- | ---------- | -------------------- | ------------ |
| 1    | Jamaïque   | Trecia Smith         | 14,39 m      |
| 2    | Nigeria    | Otonye Iworima       | 13,53 m      |
| 3    | Angleterre | Nadia Williams       | 13,42 m (PB) |
| 4    | Nigeria    | Chinonyelum Ohadugha | 13,26 m      |
| 5    | Nigeria    | Nkiruka Domike       | 13,24 m      |
| 6    | Australie  | Jeanette Bowles      | 13,23 m      |
| 7    | Angleterre | Michelle Robinson    | 12,80 m      |
| 8    | Fidji      | Soko Salaniqiqi      | 11,61 m      |

### Saut à la perche
| Rang | Pays           | Athlète            | Hauteur     |
| ---- | -------------- | ------------------ | ----------- |
| 1    | Australie      | Steven Hooker      | 5,80 m (RG) |
| 2    | Australie      | Dmitri Markov      | 5,60 m      |
| 3    | Angleterre     | Steven Lewis       | 5,50 m      |
| 4    | Angleterre     | Nicholas Buckfield | 5,35 m      |
| 5    | Sainte-Lucie   | Dominic Johnson    | 5,35 m      |
| 6    | Pays de Galles | Scott Simpson      | 5,20 m      |
|      | Australie      | Paul Burgess       | -           |

| Rang | Pays             | Athlète            | Hauteur     |
| ---- | ---------------- | ------------------ | ----------- |
| 1    | Australie        | Kym Howe           | 4,62 m (RG) |
| 2    | Australie        | Tatiana Grigorieva | 4,35 m      |
| 3    | Canada           | Stephanie Mccann   | 4,25 m      |
| 4    | Canada           | Dana Ellis         | 4,25 m      |
| 4    | Malaisie         | Roslinda Samsu     | 4,25 m (PB) |
| 6    | Australie        | Victoria Parnov    | 4,25 m      |
| 7    | Angleterre       | Kate Dennison      | 4,15 m      |
| 8    | Canada           | Kelsey Hendry      | 4,15 m      |
| 8    | Nouvelle-Zélande | Melina Hamilton    | 4,15 m      |

### Lancer du javelot
| Rang | Pays             | Athlète               | Distance     |
| ---- | ---------------- | --------------------- | ------------ |
| 1    | Angleterre       | Nicholas Nieland      | 80,10 m (SB) |
| 2    | Australie        | William Hamlyn-Harris | 79,89 m (SB) |
| 3    | Australie        | Oliver Dziubak        | 79,89 m      |
| 4    | Afrique du Sud   | Gerhardus Pienaar     | 78,91 m      |
| 5    | Afrique du Sud   | John Oosthuizen       | 78,32 m      |
| 6    | Australie        | Jarrod Bannister      | 78,06 m (SB) |
| 7    | Nouvelle-Zélande | Stuart Farquhar       | 77,40 m      |
| 8    | Canada           | Scott Russell         | 73,88 m      |

| Rang | Pays           | Athlète          | Distance |
| ---- | -------------- | ---------------- | -------- |
| 1    | Afrique du Sud | Sunette Viljoen  | 60,72 m  |
| 2    | Bahamas        | Laverne Eve      | 60,54 m  |
| 3    | Jamaïque       | Olivia Mckoy     | 58,27 m  |
| 4    | Australie      | Kimberley Mickle | 58,18 m  |
| 5    | Angleterre     | Goldie Sayers    | 57,29 m  |
| 6    | Australie      | Kathryn Mitchell | 55,22 m  |
| 7    | Seychelles     | Lindy Leveaux    | 54,50 m  |
| 8    | Australie      | Rosie Hooper     | 52,46 m  |

### Lancer du disque
| Rang | Pays           | Athlète              | Distance |
| ---- | -------------- | -------------------- | -------- |
| 1    | Australie      | Scott Martin         | 63,48 m  |
| 2    | Canada         | Jason Tunks          | 63,07 m  |
| 3    | Canada         | Dariusz Slowick      | 61,49 m  |
| 4    | Afrique du Sud | Johannes Hopley      | 60,99 m  |
| 5    | Angleterre     | Carl Myerscough      | 60,64 m  |
| 6    | Inde           | Vikas Gowda          | 60,08 m  |
| 7    | Angleterre     | Chukwuemeka Udechuku | 59,36 m  |
| 8    | Australie      | Benn Harradine       | 58,87 m  |

| Rang | Pays             | Athlète           | Distance     |
| ---- | ---------------- | ----------------- | ------------ |
| 1    | Afrique du Sud   | Elizna Naude      | 61,55 m      |
| 2    | Inde             | Seema Antil       | 60,56 m (SB) |
| 3    | Australie        | Dani Samuels      | 59,44 m (PB) |
| 4    | Nouvelle-Zélande | Beatrice Faumuina | 59,12 m      |
| 5    | Inde             | Krishna Poonia    | 58,65 m (PB) |
| 6    | Pays de Galles   | Philippa Roles    | 58,38 m (SB) |
| 7    | Inde             | Harwant Kaur      | 57,64 m      |
| 8    | Angleterre       | Claire Smithson   | 54,34 m      |

### Lancer du poids
| Rang | Pays           | Athlète         | Distance     |
| ---- | -------------- | --------------- | ------------ |
| 1    | Afrique du Sud | Janus Robberts  | 19,76 m      |
| 2    | Jamaïque       | Dorian Scott    | 19,75 m      |
| 3    | Australie      | Scott Martin    | 19,48 m      |
| 4    | Angleterre     | Carl Myerscough | 19,07 m      |
| 5    | Inde           | Vikas Gowda     | 18,46 m (SB) |
| 6    | Australie      | Clay Cross      | 18,44 m      |
| 7    | Afrique du Sud | Johannes Hopley | 18,44 m      |
| 8    | Angleterre     | Mark Proctor    | 17,59 m      |

| Rang | Pays              | Athlète               | Distance     |
| ---- | ----------------- | --------------------- | ------------ |
| 1    | Nouvelle-Zélande  | Valerie Vili          | 19,66 m (RG) |
| 2    | Nigeria           | Vivian Chukwuemeka    | 18,25 m      |
| 3    | Trinité-et-Tobago | Cleopatra Borel-Brown | 17,87 m      |
| 4    | Singapour         | Guirong Zhang         | 17,39 m      |
| 5    | Singapour         | Xianhui Du            | 16,76 m      |
| 6    | Afrique du Sud    | Simone Du Toit        | 16,52 m      |
| 7    | Tonga             | Ana Po'uhila          | 16,43 m      |
| 8    | Angleterre        | Joanne Duncan         | 16,42 m      |

### Lancer du marteau
| Rang | Pays           | Athlète            | Distance     |
| ---- | -------------- | ------------------ | ------------ |
| 1    | Australie      | Stuart Rendell     | 77,53 m (RG) |
| 2    | Canada         | James Steacy       | 74,75 m      |
| 3    | Afrique du Sud | Christopher Harmse | 73,81 m      |
| 4    | Angleterre     | Andrew Frost       | 72,62 m (PB) |
| 5    | Angleterre     | Michael Jones      | 70,09 m      |
| 6    | Angleterre     | Simon Bown         | 65,42 m      |
| 7    | Canada         | Derek Woodske      | 64,42 m      |
| 8    | Nigeria        | Osazuwa Osamudiame | 62,71 m (SB) |

| Rang | Pays           | Athlète             | Distance     |
| ---- | -------------- | ------------------- | ------------ |
| 1    | Australie      | Brooke Krueger      | 67,90 m (RG) |
| 2    | Canada         | Jennifer Joyce      | 67,29 m      |
| 3    | Angleterre     | Lorraine Shaw       | 66,00 m (SB) |
| 4    | Australie      | Karyne Di Marco     | 62,23 m      |
| 5    | Angleterre     | Zoe Lianne Derham   | 61,92 m      |
| 6    | Pays de Galles | Carys Parry         | 61,80 m (PB) |
| 7    | Australie      | Gabrielle Neighbour | 61,55 m      |
| 8    | Pays de Galles | Lesley Brannan      | 61,55 m      |

### 4 × 100 m relais
| Rang | Pays               | Athlètes                                                                   | Performance |
| ---- | ------------------ | -------------------------------------------------------------------------- | ----------- |
| 1    | Jamaïque           | Michael Frater Ainsley Waugh Christopher Williams Asafa Powell             | 38 s 36     |
| 2    | Afrique du Sud     | Lee-Roy Newton Leigh Julius Snyman Prinsloo Sherwin Vries                  | 38 s 98     |
| 3    | Canada             | Charles Allen Anson Henry Nathan Taylor Emanuel Parris                     | 39 s 21     |
| 4    | Maurice            | Fabrice Coiffic Fernando Augustin Stéphane Buckland Ommanandsing Kowlessur | 39 s 97     |
| 5    | Antigua-et-Barbuda | Nkosie Barnes Daniel Bailey Ivan Miller Brendan Christian                  | 40 s 76     |
| 6    | Australie          | Daniel Batman Patrick Johnson Adam Miller Matthew Shirbington              | ab.         |
| 7    | Ghana              | Clement Agyeman Leo Myles-Mills Eric Nkansah Aziz Zakari                   | ab.         |
| 8    | Nouvelle-Zélande   | Matthew Brown James Mortimer James Dolphin Christopher Donaldson           | ab.         |

| Rang | Pays       | Athlètes                                                                 | Temps   |
| ---- | ---------- | ------------------------------------------------------------------------ | ------- |
| 1    | Jamaïque   | Danielle Browning Sheri-Ann Brooks Peta-Gaye Dowdie Sherone Simpson      | 43 s 10 |
| 2    | Angleterre | Nwanyika Onuora Kim Wall Laura Turner Emma Ania                          | 43 s 43 |
| 3    | Australie  | Sally McLellan Melanie Kleeberg Lauren Hewitt Crystal Attenborough       | 44 s 25 |
| 4    | Nigeria    | Jane Dike Endurance Ojokolo Funmilola Ogundana Mercy Nku                 | 44 s 37 |
|      | Ghana      | Gifty Addy Elizabeth Amolofo Mariama Salifu Vida Anim                    | ab.     |
|      | Cameroun   | Delphine Atangana Carole Kaboud Mebam Leonie Mani Sylvie Mballa Eloundou | DNS     |

### 4 × 400 m relais
| Rang | Pays           | Athlètes                                                                     | Performance   |
| ---- | -------------- | ---------------------------------------------------------------------------- | ------------- |
| 1    | Australie      | John Steffensen Christopher Troode Mark Ormrod Clinton Hill                  | 3 min 00 s 93 |
| 2    | Afrique du Sud | Jan van der Merwe Ignitius Mogawane Paul Gorries L.J. van Zyl                | 3 min 01 s 84 |
| 3    | Jamaïque       | Lansford Davies Davian Clarke Lansford Spence Jermaine Gonzales              | 3 min 01 s 94 |
| 4    | Angleterre     | Andrew Steel Robert Tobin Marlon Devonish Martyn Rooney                      | 3 min 02 s 01 |
| 5    | Niger          | Bola Lawal James Godday Saul Welgopwa Enefiok Udo-Obong                      | 3 min 02 s 16 |
| 6    | Sri Lanka      | Rohan Kumara Rohitha Pushpakumara Shiwantha Weerasuriya Prasanna Amarasekara | 3 min 06 s 42 |
| 7    | Bahamas        | Dennis Darling Avard Moncur Dominic Demeritte Chris Brown                    | disq.         |
| 8    | Bahamas        | Damion Barry Julieon Raeburn Sherridan Kirk Ato Mobido                       | ab.           |

| Rang | Pays                      | Athlètes                                                           | Performance   |
| ---- | ------------------------- | ------------------------------------------------------------------ | ------------- |
| 1    | Australie                 | Jana Pittman Caitlin Willis Tamsyn Lewis Rosemary Hayward          | 3 min 28 s 66 |
| 2    | Inde                      | Rajwinder Kaur Chitra Soman Manjeet Kaur Pinki Parmanik            | 3 min 29 s 57 |
| 3    | Nigeria                   | Kudirat Akhigbe Joy Eze Folashade Abugan Christiana Epukhon        | 3 min 31 s 83 |
| 4    | Jamaïque                  | Ronetta Smith Novlene Williams Shellene Williams Shericka Williams | 3 min 34 s 91 |
| 5    | Papouasie-Nouvelle-Guinée | Mae Koime Salome Dell Betty Barua Toea Wisil                       | 3 min 47 s 88 |
|      | Afrique du Sud            | Tsholofelo Selemela Adri Schoeman Amanda Kotze Estie Wittstock     | disq.         |
|      | Angleterre                | Kim Wall Nicola Sanders Natasha Danvers-Smith Christine Ohuruogu   | disq.         |
|      | Sierra Leone              | Fatmata Bangura Marion Bangura Sarah Bona Isha Conteh              | DNS           |

### Décathlon/Heptathlon
| Rang | Pays             | Athlète           | Points   |
| ---- | ---------------- | ----------------- | -------- |
| 1    | Angleterre       | Dean Macey        | 8143 pts |
| 2    | Jamaïque         | Maurice Smith     | 8074 pts |
| 3    | Australie        | Jason Dudley      | 8001 pts |
| 4    | Nouvelle-Zélande | Brent Newdick     | 7566 pts |
| 5    | Guernesey        | Dale Garland      | 7413 pts |
| 6    | Australie        | Richard Allan     | 7367 pts |
| 7    | Australie        | Matthew Mcewen    | 7277 pts |
| 8    | Maurice          | Guillaume Thierry | 6746 pts |

| Rang | Pays             | Athlète         | Points   |
| ---- | ---------------- | --------------- | -------- |
| 1    | Angleterre       | Kelly Sotherton | 6396 pts |
| 2    | Australie        | Kylie Wheeler   | 6298 pts |
| 3    | Angleterre       | Jessica Ennis   | 6269 pts |
| 4    | Canada           | Jessica Zelinka | 6213 pts |
| 5    | Afrique du Sud   | Janice Josephs  | 6181 pts |
| 6    | Angleterre       | Julie Hollman   | 6002 pts |
| 7    | Nouvelle-Zélande | Rebecca Wardell | 5845 pts |
| 8    | Inde             | Soma Biswas     | 5573 pts |

### Tableau des médailles
| Rang  | Nation           | Or | Argent | Bronze | Total |
| ----- | ---------------- | -- | ------ | ------ | ----- |
| 1     | Australie        | 14 | 10     | 12     | 36    |
| 2     | Jamaïque         | 9  | 4      | 8      | 21    |
| 3     | Kenya            | 6  | 5      | 4      | 15    |
| 4     | Angleterre       | 6  | 4      | 8      | 18    |
| 5     | Afrique du Sud   | 5  | 5      | 2      | 12    |
| 6     | Canada           | 1  | 6      | 3      | 10    |
| 7     | Nouvelle-Zélande | 2  | 1      | 1      | 4     |
| 8     | Ouganda          | 2  | 0      | 0      | 2     |
| 9     | Ghana            | 1  | 0      | 0      | 1     |
| 9     | Tanzanie         | 1  | 0      | 0      | 1     |
| 11    | Nigeria          | 0  | 3      | 0      | 3     |
| Total | Total            | 47 | -      | -      | -     |

### Légende
Records et Performances
- AR : Record continental (area record)
- CR : Record des championnats (championship record)
- MR : Record du meeting (meet record)
- NR : Record national (national record)
- OR : Record olympique (olympic record)
- PR : Record paralympique (paralympic record)
- PB : Record personnel (personal best)
- SB : Meilleure performance personnelle de la saison (season's best)
- WL : Meilleure performance mondiale de l'année (world leader)
- WJR : Record du monde junior (world junior record)
- WR : Record du monde (world record)

Circonstances et Conditions
- DNF : N'a pas terminé (did not finish)
- DNS : N'a pas pris le départ (did not start)
- DQ : Disqualification (disqualification)
- NM : Aucun essai valable enregistré (No Mark)
- Q : Qualifié « directement » au prochain tour (ou à la prochaine compétition), lors d'une compétition majeure, grâce au classement ou à la réalisation des minima (automatic qualifier)
- q : Qualifié au prochain tour (ou à la prochaine compétition), lors d'une compétition majeure, grâce au repêchage ou à la réalisation de l'une des meilleures performances parmi celles des « non qualifiés directement » (grâce au meilleur temps ou à la meilleure distance par exemple) (secondary qualifier)